# Antheraea francki
Antheraea francki är en fjärilsart som beskrevs av Watson 1923. Antheraea francki ingår i släktet Antheraea och familjen påfågelsspinnare. Inga underarter finns listade i Catalogue of Life.